# كريس ويلسون (لاعب غولف)
كريس ويلسون (بالإنجليزية: Chris Wilson)‏ هو لاعب غولف أمريكي، ولد في 16 أكتوبر 1984 في كولومبوس في الولايات المتحدة.

## وصلات خارجية
- الموقع الرسمي
- كريس ويلسون على موقع رابطة لاعبي الغولف المحترفين (الإنجليزية)
- كريس ويلسون على موقع التصنيف العالمي الرسمي للغولف (الإنجليزية)